# Attimi di magia - Magische Augenblicke
Attimi di magia - Magische Augenblicke è il ventiduesimo album dei Rondò Veneziano. È in pratica una rivisitazione di brani pubblicati precedentemente, registrati in nuove versioni con nuovi arrangiamenti. L'album contiene anche tre inediti.

## Registrazione
- Studio Molinetti di Recco
  - Alberto Parodi - ingegnere del suono
- Esagono Recording Studio di Rubiera
  - Sergio Barlozzi e Andrea Rovacchi - ingegnere del suono
- Arco Studio di Monaco di Baviera
  - Klaus Strazicky - ingegnere del suono
- DG Studio di Genova
  - Franco Fochesato - ingegnere del suono (suoni addizionali, editing, mastering)

## Descrizione
La copertina è di Victor Togliani con la grafica della Koch Graphic Studio.

## Formazione
- Gian Piero Reverberi - direttore d'orchestra, pianoforte, tastiere
- Rondò Veneziano - orchestra
- Sergio Barlozzi - batteria elettronica, programmazione batteria

## Tracce
1. Carrousel[1] (Gian Piero Reverberi e Laura Giordano) - 3:03
2. Musica... fantasia[2] (Gian Piero Reverberi e Laura Giordano) - 2:49
3. Damsels[3] (Gian Piero Reverberi e Ivano Pavesi) - 3:19
4. Perle d'oriente[4][5] (Gian Piero Reverberi e Laura Giordano) - 2:49
5. Attimi di magia (Gian Piero Reverberi e Ivano Pavesi) - 3:00
6. Pulcinella[6] (Gian Piero Reverberi e Laura Giordano) - 5:05
7. Preludio all'amore[7] (Gian Piero Reverberi e Laura Giordano) - 3:05
8. Bettina[5][7] (Gian Piero Reverberi e Laura Giordano) - 2:49
9. Campiello in festa (Gian Piero Reverberi e Ivano Pavesi) - 4:04
10. Misteriosa Venezia[4] (Gian Piero Reverberi e Laura Giordano) - 3:28
11. Prime luci sulla laguna[5][8] (Gian Piero Reverberi e Laura Giordano) - 3:03
12. Floralis[9] (Gian Piero Reverberi e Laura Giordano) - 2:43
13. Casanova[5][7] (Gian Piero Reverberi e Laura Giordano) - 2:58
14. Gondole[4] (Gian Piero Reverberi e Laura Giordano) - 4:57
15. Mosaico[8] (Gian Piero Reverberi e Laura Giordano) - 3:42
16. Addio a Venezia (Gian Piero Reverberi e Ivano Pavesi)  - 1:41